# Série de billets de banque canadiens de 1937
La série de billets de banque canadiens de 1937 est la seconde série émise par la Banque du Canada. Elle est lançée seulement deux ans après la première en raison d'une évolution de la legislation qui impose des billets bilingues.
| Valeur  | Recto | Verso | Couleur     | Description recto | Description verso                       | Impression     | Date d'émission |
| ------- | ----- | ----- | ----------- | ----------------- | --------------------------------------- | -------------- | --------------- |
| 1 $     |       |       | Vert        | Roi George VI     | Allégorie de l'agriculture              | 2 janvier 1937 | 19 juillet 1937 |
| 2 $     |       |       | Terra cotta | Roi George VI     | Allégorie des récoltes                  | 2 janvier 1937 | 19 juillet 1937 |
| 5 $     |       |       | Bleu        | Roi George VI     | Allégorie de l'électricité              | 2 janvier 1937 | 19 juillet 1937 |
| 10 $    |       |       | Violet      | Roi George VI     | Allégorie des transports                | 2 janvier 1937 | 19 juillet 1937 |
| 20 $    |       |       | Olive       | Roi George VI     | Allégorie de la fertilité               | 2 janvier 1937 | 19 juillet 1937 |
| 50 $    |       |       | Orange      | Roi George VI     | Allégorie des inventions modernes       | 2 janvier 1937 | 19 juillet 1937 |
| 100 $   |       |       | Sépia       | John A. Macdonald | Allégorie du commerce et de l'industrie | 2 janvier 1937 | 19 juillet 1937 |
| 1 000 $ |       |       | Rose        | Wilfrid Laurier   | Allégorie de la sécurité                | 2 janvier 1937 | janvier 1952    |